# Moncel-sur-Seille
Moncel-sur-Seille és un municipi francès situat al departament de Meurthe i Mosel·la i a la regió del Gran Est. L'any 2007 tenia 492 habitants.

## Demografia

### Població
El 2007 la població de fet de Moncel-sur-Seille era de 492 persones. Hi havia 157 famílies, de les quals 24 eren unipersonals (24 dones vivint soles i 24 dones vivint soles), 48 parelles sense fills, 73 parelles amb fills i 12 famílies monoparentals amb fills.
La població ha evolucionat segons el següent gràfic:
Habitants censats

### Habitatges
El 2007 hi havia 185 habitatges, 168 eren l'habitatge principal de la família, 8 eren segones residències i 9 estaven desocupats. 172 eren cases i 10 eren apartaments. Dels 168 habitatges principals, 150 estaven ocupats pels seus propietaris, 15 estaven llogats i ocupats pels llogaters i 2 estaven cedits a títol gratuït; 2 tenien una cambra, 4 en tenien dues, 10 en tenien tres, 38 en tenien quatre i 113 en tenien cinc o més. 137 habitatges disposaven pel capbaix d'una plaça de pàrquing. A 66 habitatges hi havia un automòbil i a 90 n'hi havia dos o més.

### Piràmide de població
La piràmide de població per edats i sexe el 2009 era:
| Homes | Edats   | Dones |
| ----- | ------- | ----- |
| 0     | 95 o +  | 0     |
| 0     | 90 a 94 | 0     |
| 0     | 85 a 89 | 4     |
| 0     | 80 a 84 | 4     |
| 8     | 75 a 79 | 4     |
| 4     | 70 a 74 | 4     |
| 8     | 65 a 69 | 4     |
| 4     | 60 a 64 | 4     |
| 4     | 55 a 59 | 12    |
| 24    | 50 a 54 | 32    |
| 32    | 45 a 49 | 12    |
| 16    | 40 a 44 | 24    |
| 12    | 35 a 39 | 16    |
| 24    | 30 a 34 | 20    |
| 12    | 25 a 29 | 20    |
| 16    | 20 a 24 | 8     |
| 24    | 15 a 19 | 12    |
| 16    | 10 a 14 | 20    |
| 24    | 5 a 9   | 24    |
| 20    | 0 a 4   | 36    |

## Economia
El 2007 la població en edat de treballar era de 356 persones, 240 eren actives i 116 eren inactives. De les 240 persones actives 208 estaven ocupades (103 homes i 105 dones) i 32 estaven aturades (14 homes i 18 dones). De les 116 persones inactives 45 estaven jubilades, 42 estaven estudiant i 29 estaven classificades com a «altres inactius».

### Ingressos
El 2009 a Moncel-sur-Seille hi havia 165 unitats fiscals que integraven 460 persones, la mediana anual d'ingressos fiscals per persona era de 19.060 €.

### Activitats econòmiques
Dels 6 establiments que hi havia el 2007, 4 eren d'empreses de construcció, 1 d'una empresa de serveis i 1 d'una empresa classificada com a «altres activitats de serveis».
Dels 4 establiments de servei als particulars que hi havia el 2009, 1 era una fusteria, 1 lampisteria, 1 electricista i 1 empresa de construcció.
L'any 2000 a Moncel-sur-Seille hi havia 7 explotacions agrícoles.

## Equipaments sanitaris i escolars
El 2009 hi havia una escola elemental integrada dins d'un grup escolar amb les comunes properes formant una escola dispersa.

## Poblacions més properes
El següent diagrama mostra les poblacions més properes.